# توشيو سوزوكي (منتج)
توشيو سوزوكي (باليابانية: 鈴木 敏夫 Suzuki Toshio ولد في 19 أغسطس 1948) هو منتج أفلام أنمي وزميل لهاياو ميازاكي لفترة طويلة.

## حياته
ولد سوزوكي في ناغويا في محافظة آيتشي عام 1948، وفي 1967 التحق بجامعة كيئو وتخرج منها بدرجة في الأدب عام 1972.

## روابط خارجية
- توشيو سوزوكي على موقع IMDb (الإنجليزية)
- توشيو سوزوكي على موقع ميوزك برينز (الإنجليزية)
- توشيو سوزوكي على موقع قاعدة بيانات الفيلم (الإنجليزية)
- توشيو سوزوكي على موقع ANN person (الإنجليزية)